# USS Maine (BB-10)
El USS Maine (BB-10), un acorazado tipo pre-dreadnought buque líder de su clase, fue la segunda embarcación de la Armada de los Estados Unidos en ser nombrada como el estado de Maine. Su quilla fue colocada en febrero de 1899, en el astillero William Cramp & Sons, en Filadelfia. Fue botado en julio de 1901 y puesto en servicio con la flota en diciembre de 1902. Estaba armado con una batería de cuatro cañones de 305 mm y podía navegar a una velocidad máxima de 18 nudos (33 km/h).
Sirvió durante toda su carrera con la flota del Atlántico Norte, que después se convertiría en la flota del Atlántico; durante los primeros años de su servicio fue el buque insignia de la flota, hasta que fue reemplazado en 1907. Ese mismo año, se unió al crucero de la Gran Flota Blanca, aunque su alto consumo de carbón le impidió continuar con la flota más allá de San Francisco, California. Sirvió como buque insignia del 3.º Escuadrón. Durante la participación de los Estados Unidos en la Primera Guerra Mundial, de abril de 1917 a noviembre de 1918, fue usado como buque escuela. Se mantuvo en servicio activo hasta mayo de 1920, cuando fue dado de baja. Finalmente la embarcación fue vendida como chatarra en enero de 1922 y desguazada bajo los términos del Tratado naval de Washington, firmado ese mismo año.

## Diseño
El Maine tenía una eslora de 120.07 m, una manga de 22.02 m, y un calado de 7.42 m. Tenía un desplazamiento estándar de 12 846 toneladas largas, y de 13 700 a máxima capacidad. Era impulsado por motores de vapor de triple expansión de dos ejes, con una potencia de 16 000 caballos de fuerza (12 000 kW), conectados a dos ejes de hélices. El vapor era generado por veinticuatro calderas Niclausse de carbón, que estaban conectadas a tres chimeneas. El sistema de propulsión generaba una velocidad máxima de 18 nudos (33 km/h). Tal como fue construido, tenía mástiles militares pesados, pero fueron reemplazados en 1909 por mástiles de celosía. Tenía una tripulación de 561 oficiales y marinos, número que fue incrementado de 779 a 813.
Estaba armado con una batería principal de cuatro cañones calibre 305 mm/40 en dos torretas dobles en la línea central, una en la proa y otra en la popa. La batería secundaria consistía en dieciséis cañones calibre 152 mm/50 serie 6, que fueron colocados en casamatas en el casco. Contaba con seis cañones calibre 76 mm/50 para la defensa a corta distancia contra buques torpederos, también montados en casamatas a lo largo del casco, ocho cañones de 3 libras, y seis cañones de 1 libra. Como estándar de los buques capitales de ese periodo, el Maine contaba con dos tubos lanzatorpedos de 457 mm en lanzadores sumergidos a los costados del casco.
Su cinturón blindado era de 279 mm de grosor sobre los pañoles y las salas de máquinas, y de 203 mm en el resto de la embarcación. Las torretas de la batería principal tenían costados de 305 mm de grosor, y las barbetas de apoyo tenían el mismo grosor en costados expuestos. La batería secundaria estaba protegida por un blindaje de 152 mm. La torre de mando tenía costados de 254 mm de grosor.

## Historial de servicio

### Primeros años
La quilla del Maine fue colocada el 15 de febrero de 1899 en el astillero de William Cramp & Sons, en Filadelfia. Fue botado el 24 de julio de 1901 y puesto en servicio con la flota el 29 de diciembre de 1902. Operó con la flota del Atlántico Norte a partir de 1903; durante los siguientes cuatro años participó en diversos ejercicios de entrenamiento en tiempos de paz en el Atlántico y el Caribe. Durante este periodo, navegó también al Mediterráneo.

### Gran Flota Blanca

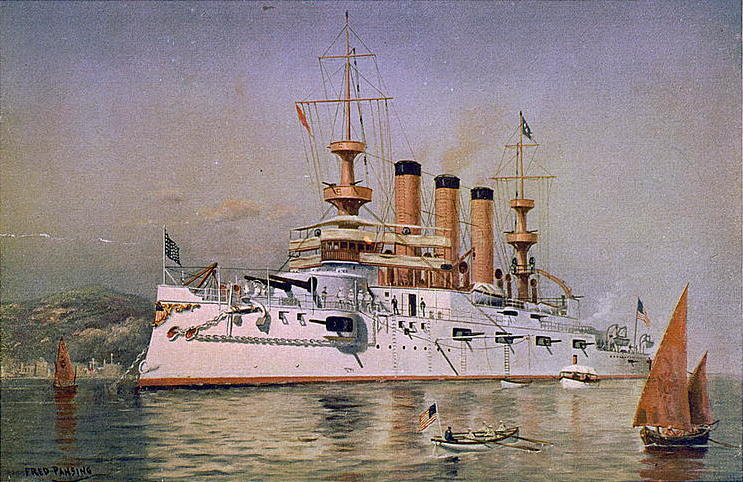
Pintura del Maine, con su esquema de color blanco, representativo de la Gran Flota Blanca. 1900

La siguiente acción significativa del Maine fue el crucero de la Gran Flota Blanca alrededor del mundo, que comenzó con una revista naval para el presidente Theodore Roosevelt en Hampton Roads, Virginia. El crucero fue concebido como una forma de demostrar el poderío militar de los Estados Unidos, particularmente hacia Japón. Las tensiones entre Estados Unidos y Japón habían comenzado a aumentar después de la victoria japonesa en la guerra ruso-japonesa, en 1905. La prensa de ambos países pedía la guerra, y el presidente Roosevelt esperaba utilizar la demostración de poderío naval para disuadir cualquier agresión japonesa.
El 17 de diciembre, la flota partió de Hampton Roads y navegó al sur hacia el Caribe, y de ahí a Sudamérica, haciendo paradas en Puerto España, Río de Janeiro, Punta Arenas y Valparaíso, entre otros puertos. Después de llegar a la bahía de Magdalena, México, en marzo de 1908, la flota pasó tres semanas llevando a cabo prácticas de artillería. La flota continuó su viaje por la costa estadounidense del Pacífico, deteniéndose en San Francisco, California, donde el Maine se separó del resto de la flota. Las calderas de la embarcación resultaron ser muy ineficientes, requiriendo cantidades excesivas de carbón para mantener el paso con la flota. El acorazado Alabama también abandonó la flota, por la rotura del cabezal de un cilindro.
El Maine y el Alabama cruzaron el Pacífico de manera independiente, pasando por Guam y las Filipinas. Después de navegar por el océano Índico, transitaron por el Canal de Suez y cruzaron el Mediterráneo. Navegaron por el Atlántico y regresaron a la costa este de los Estados Unidos en octubre de 1908, muy por delante del resto de la Gran Flota Blanca. Después de su arribo, el Maine fue asignado como buque insignia del 3.º Escuadrón de la Flota del Atlántico, y operó en la costa este durante varios meses. El 14 de febrero, el Maine, los nuevos acorazados New Hampshire, Mississippi, e Idaho, dos cruceros acorazados y dos cruceros exploradores fueron organizados para encontrarse con la Gran Flota Blanca, que estaba de regreso. El Maine, junto con el resto del escuadrón, bajo el mando del contraalmirante Conway Arnold, se adentraron en el Atlántico y se encontraron con la Gran Flota Blanca, el 17 de febrero de 1909. La flota combinada arribó a Hampton Roads el día 22, donde se llevó a cabo una gran revista naval para el presidente Roosevelt, para conmemorar el viaje. El 31 de agosto, la embarcación fue dada de baja temporalmente en Portsmouth, Nuevo Hampshire. Regresó al servicio el 15 de junio de 1911 para tareas con la flota del Atlántico.

### Primera Guerra Mundial
El 6 de abril, Estados Unidos le declaró la guerra a Alemania, entrando así a la Primera Guerra Mundial. Durante el conflicto, el Maine fue utilizado como buque escuela para el personal de sala de máquinas, guardias armadas para buques mercantes, y guardamarinas de la Academia Naval de los Estados Unidos. El 11 de noviembre de 1918, Alemania firmó el armisticio que le puso fin a la guerra. El Maine participó en una revista naval realizada en Nueva York, el 26 de diciembre para festejar la victoria Aliada. Para ese momento, la mayoría de acorazados de la flota del Atlántico fueron usados como transportes para llevar de vuelta a los soldados estadounidenses desde Francia. El Maine y sus embarcaciones hermanas no fueron empleadas para esa labor, debido a su corto alcance y tamaño reducido, que no les permitían realizar suficientes adaptaciones adicionales. En cambio, el Maine permaneció en la costa este, con la flota del Atlántico. El 15 de mayo de 1920, fue dado de baja en el astillero de Filadelfia, y fue reclasificado como «BB-10», el 17 de julio. Se mantuvo fuera de servicio cerca de año y medio antes de ser vendido el 23 de enero de 1922 como chatarra. Para el 17 de diciembre de 1923, ya había sido desarmado en acuerdo con el Tratado Naval de Washington, que ordenaba reducciones significativas en el poderío naval. Finalmente fue desguazado.

## Lecturas recomendadas
- Alden, John D. (1989). American Steel Navy: A Photographic History of the U.S. Navy from the Introduction of the Steel Hull in 1883 to the Cruise of the Great White Fleet. Annapolis: Naval Institute Press. ISBN 978-0-87021-248-2.
- Reilly, John C.; Scheina, Robert L. (1980). American Battleships 1886–1923: Predreadnought Design and Construction. Annapolis: Naval Institute Press. ISBN 978-0-87021-524-7.
- Sieche, Erwin F. (1990). «Austria-Hungary's Last Visit to the USA». Warship International XXVII (2): 142-164. ISSN 0043-0374.

- Datos: Q253727
- Multimedia: USS Maine (BB-10) / Q253727